# Extremely Loud and Incredibly Close (phim)
Extremely Loud and Incredibly Close là một bộ phim chính kịch do Hoa Kỳ phát hành vào năm 2011. Đây là tác phẩm được chuyển thể từ quyển tiểu thuyết cùng tên của tác giả Jonathan Safran Foer, do Stephen Daldry đạo diễn và được Eric Roth viết kịch bản. Phim có sự góp mặt của Thomas Horn, Tom Hanks, Sandra Bullock, Max von Sydow, Viola Davis, John Goodman, Jeffrey Wright, và Zoe Caldwell.
Phim chủ yếu lấy bối cảnh tại New York, với thời gian bấm máy được bắt đầu vào tháng 3 năm 2011 và kéo dài trong vài tháng. Bộ phim xoay quanh câu chuyện về Oskar Schell, một cậu bé mới 9 tuổi phải chịu cảnh mất cha trong vụ khủng bố ngày 11/9, khi cậu tìm được chiếc chìa khóa từ cha mình và quyết định đến thành phố New York để giải mã bí ẩn đằng sau chiếc chìa khóa này.
Phim được phát hành giới hạn tại Hoa Kỳ vào ngày 25 tháng 12 năm 2011, trước khi được trình chiếu rộng rãi vào ngày 20 tháng 1 năm 2012. Cho dù nhận được nhiều đánh giá trái chiều, phim vẫn nhận được 2 đề cử cho giải Oscar cho "Phim hay nhất" và "Nam diễn viên phụ xuất sắc nhất" cho von Sydow, dấy lên nhiều luồng phản ứng mâu thuẫn trong dư luận, khi có nhiều ý kiến cho rằng đây là một trong những phim tồi nhất được đề cử cho "Phim hay nhất".

## Nội dung phim
Vào năm 2001, cậu bé Oskar Schell (Thomas Horn) mới lên 9, là con trai của một người Mỹ gốc Đức, Thomas Schell (Tom Hanks). Thomas thường hay gửi cho Oscar các nhiệm vụ để thực hiện thông qua các câu đố của mình. Trong câu đố cuối cùng của mình, ông cho con mình thấy bằng chứng của một nơi được gọi là "Quận 6" tại New York, nằm ở sát bên Manhattan. Trong hồi ức, Thomas và Oskar cùng nhau truy tìm dấu vết khắp New York. Trò chơi đòi hỏi phải tiếp cận cùng những người khác và nó là điều không dễ với một đứa trẻ vụng về như Oskar.
Vào ngày 11 tháng 9, Oskar và các bạn học của mình đã được đưa về nhà sớm trong khi mẹ của cậu, Linda (Sandra Bullock), đang ở tại văn phòng. Khi Oskar về tới nhà, cậu tìm được 5 tin nhắn thoại từ cha mình trong máy khi ông đang ở Tòa tháp đôi. Khi Thomas gọi đến lần thứ 6, Oskar nghe thấy điện thoại đổ chuông nhưng lại không dám bắt máy vì sợ. Máy tự động ghi lại tin nhắn thứ 6, khi nó bị cắt ngang lúc tòa nhà bắt đầu đổ sập, khiến Oskar biết cha mình bị giết và ngã quỵ xuống sàn. Cậu bé thay một máy thoại khác và giấu cái cũ đi để mẹ mình không thể tìm thấy.
Một vài tuần sau, khi Oskar gọi nó là "ngày tồi nhất", cậu giãi bày cùng người bà Đức của mình và mọi chuyện trở nên tồi tệ hơn kể từ khi bà không thể lý giải lý do vì sao Tòa tháp đôi lại bị tấn công và vì sao cha cậu lại mất. Oskar bảo với mẹ mình rằng cậu ước người ở trong tòa tháp ấy là cô chứ không phải là cha cậu và cô trả lời "Mẹ cũng thế". Sau đó, Oskar bảo mình không có ý đó, nhưng mẹ cậu lại không tin.
Một năm sau, Oskar tìm được một chiếc bình trong tủ của cha mình, cùng một chiếc chìa khóa nằm trong một phong bì, có chữ "Black" trên đó. Cậu thề sẽ tìm được ổ khóa vừa với nó và tìm 472 người họ Black trong quyển danh bạ điện thoại tại New York, tận mắt gặp được họ và hỏi liệu họ có biết cha mình hay không. Người đầu tiên mà cậu gặp là Abby Black (Viola Davis), người vừa mới li hôn chồng mình. Cô bảo với Oskar rằng cô không biết cha cậu bé là ai.
Một ngày nọ, Oskar nhận ra một người đàn ông kì lạ (Max Von Sydow) vừa chuyển đến ở cùng bà mình. Ông lão không hề nói chuyện vì cái chết của cha mẹ ông hồi Thế chiến thứ 2 đã làm tổn thương đến tuổi thơ ông. Ông chỉ giao tiếp với cậu bé thông qua chữ viết trên quyển sổ, cùng với chữ "có" và "không" được xăm trên tay mình. Khi họ kết bạn cùng nhau và đi tìm nơi vừa với chiếc chìa khóa, Oskar học được cách đối diện với nỗi sợ của mình, như các phương tiện giao thông hay các cây cầu. Oskar cũng gọi ông lão là ông ruột của mình. Oskar cho ông lão nghe chiếc máy đàm thoại, trước khi chơi đoạn thoại cuối cùng, ông lão không thể chịu đựng được hơn nữa và đòi Oskar phải dừng lại. Sau đó, ông lão chuyển ra ngoài và bảo với Oskar cuộc tìm kiếm đã kết thúc.
Khi Oskar nhìn vào tờ báo mà cha đưa, cậu nhìn thấy một số điện thoại được khoanh tròn. Cậu vội gọi số điện thoại đó và gặp Abby, người muốn đưa Oskar đi gặp chồng cũ của mình, William, người có thể biết được về chiếc chìa khóa đó. William (Jeffrey Wright) bảo với Oskar rằng anh cũng đang tìm chiếc chìa khóa đó. William đã bán cái bình cho cha của Oskar mà không biết chiếc chìa khóa vẫn còn trong đó. Chiếc chìa khóa đó dùng để mở chiếc hộp nơi cha của William để lại thứ gì đó cho anh. Cảm thấy thất vọng và bất lực khi biết chiếc chìa khóa không thuộc về mình, Oskar thú nhận với William về việc không bắt cuộc gọi cuối cùng từ cha mình rồi bỏ về nhà.
Mẹ của Oskar bảo cậu rằng cô biết cậu đã liên lạc cùng những người mang họ Black. Cô đã theo dấu cậu và đến thăm từng nhà Black trước khi cậu đến và thông báo về việc cậu sẽ đến. Oskar làm một quyển sổ sưu tầm về những điều mà cậu đã theo dấu, cùng những người mà cậu gặp và gọi nó là quyển "Extremely Loud and Incredibly Close." Ở cuối quyển sổ, có hình hoạt họa của Thomas khi ông bay lên thay vì rơi xuống trong vụ khủng bố. Sau cùng, ông lão kia đã trở về sống cùng bà của Oskar.

## Dàn diễn viên
- Thomas Horn trong vai Oskar Schell
- Max von Sydow trong vai Thomas Schell, Sr./The Renter
- Sandra Bullock trong vai Linda Schell
- Tom Hanks trong vai Thomas Schell
- Viola Davis trong vai Abby Black
- John Goodman trong vai Stan the Doorman
- Jeffrey Wright trong vai William Black
- Zoe Caldwell trong vai bà của Oskar
- Hazelle Goodman trong vai Hazelle Black

## Sản xuất và phát hành

### Phát triển và ghi hình

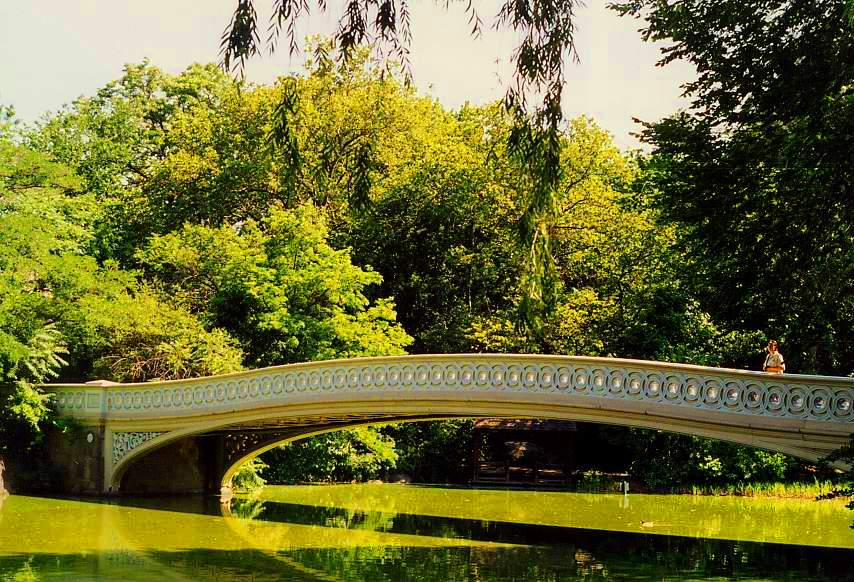
Vài cảnh phim đã được ghi hình gần Bow Bridge, một trong những cây cầu trong Công viên trung tâm.

Vào tháng 8 năm 2010, có thông tin về việc đạo diễn Stephen Daldry và nhà sản xuất Scott Rudin bắt tay vào việc sản xuất cho bộ phim chuyển thể từ quyển tiểu thuyết cùng tên trong vòng 5 năm. Eric Roth, người từng giành giải Oscar cho Forrest Gump (1994) cũng được thuê để viết kịch bản cho phim. Extremely Loud and Incredibly Close là sản phẩm hợp tác giữa Paramount Pictures và Warner Bros., với việc Warner là "xưởng phim dẫn đầu". Chris Menges tham gia trong việc đạo diễn ghi hình, K. K. Barrett là nhà thiết kế sản xuất và Ann Roth là nhà thiết kế phục trang.
Bộ phim lên kế hoạch bấm máy từ tháng 1, nhưng mãi đến tháng 3 năm 2011 thì phim mới bắt đầu ghi hình tại New York. Phim tiếp tục gián đoạn vào thời điểm tháng 6. Vào ngày 16 tháng 5 năm 2011, một vài cảnh được ghi hình trên đường Orchard Street, Grand Street. Lower East Side và Chinatown. Extremely Loud and Incredibly Close được ghi hình cùng một máy quay kiểu Arri Alexa và là phim Hollywood đầu tiên có sử dụng định dạng ArriRaw của Arri lưu trữ dữ liệu từ phần hậu sản xuất. Nhiều cảnh trong phim được ghi hình tại Công viên trung tâm, địa điểm gắn liền với cốt truyện, nằm gần Hồ và sân trượt băng Wollman Rink.

### Tuyển vai
Tom Hanks và Sandra Bullock là những người đầu tiên nhận vai trong phim này. Một cuộc tìm kiếm diễn viên tuổi từ 9 đến 13 được diễn ra khắp quốc gia vào cuối tháng 10 năm 2013 cho vai Oskar Schell. Thomas Horn, người thắng 30.000 đô-la Mỹ khi mới 12 tuổi trong chương trình đố vui Jeopardy! Kids Week vào năm 2010, được nhận vai vào tháng 12 năm 2010. Horn hầu như không có sở thích diễn xuất nhưng được các nhà sản xuất lựa chọn nhờ vào lần xuất hiện trong chương trình đố vui đó. Vào ngày 3 tháng 1 năm 2011, The Hollywood Reporter thông báo việc John Goodman được nhận vai. Cùng tháng đó, Viola Davis và Jeffrey Wright cũng được nhận. Nico Muhly từng được nhận là người phổ nhạc cho phim, trước khi Alexandre Desplat được nhận vào thay thế vào ngày 21 tháng 10 năm 2011. Tương tự, James Gandolfini cũng là người được ghi nhận trong tấm áp phích đầu tiên và cũng là người đóng vai người tình của Bullock trong phim. Dù vậy, khi thăm dò khán giả có phản hồi tiêu cực trong các cảnh phim cùng nhau, anh đã bị cắt khỏi phim. Nữ diễn viên người Áo Senta Berger từng được mời tham gia phim, nhưng đã chối từ.

### Phát hành
Daldry từng hi vọng bộ phim này được phát hành vào thời điểm kỉ niệm 10 năm sự kiện ngày 11 tháng 9, phần cũng vì ước muốn được tranh cử cho mùa giải thưởng vào năm 2011, nhưng bất thành, khi phần sản xuất cho phim bị đình trệ cho đến tận tháng 12, khoảng thời gian mà nhiều nhóm bình chọn phim đã chốt kết quả, dẫn đến việc bỏ qua việc xem xét bình chọn bởi hội đồng Giải Quả cầu vàng và Actors Guild Awards.
Một buổi công chiếu thăm dò được tổ chức tại New York vào ngày 25 tháng 9 năm 2011 và nhận được nhiều đánh giá tích cực. Một buổi công chiếu khác được diễn ra vào tháng 11 năm 2011 tại Ziegfeld Theater. Phim được phát hành giới hạn tại Hoa Kỳ vào ngày 25 tháng 12 năm 2011, trước khi được phát hành rộng rãi vào ngày 20 tháng 1 năm 2012. Tại Anh Quốc, phim được phát hành vào ngày 17 tháng 2 năm 2012.

#### Giải trí tại gia
Phim được phát hành dưới dạng Blu-ray, DVD, và tải nhạc số tại khu vực 1 vào ngày 27 tháng 3 năm 2012.

## Tiếp nhận

### Tại các phòng vé
Extremely Loud and Incredibly Close được phát hành giới hạn tại Hoa Kỳ vào ngày 25 tháng 12 năm 2011, với chỉ 6 rạp chiếu trong ngày đầu, đạt doanh thu 72,348 đô-la Mỹ, tương đương 12,058 đô-la Mỹ thu được ở mỗi rạp. Sau đó, phim mở rộng lên 2.630 rạp chiếu vào ngày 20 tháng 1 năm 2012. Trong tuần đầu công chiếu, phim đạt doanh thu 10 triệu đô-la Mỹ và xếp thứ 4 tại các phòng vé, đứng sau phiên bản 3D của Beauty and the Beast và Contraband. Sau cùng, phim đạt doanh thu 31.8 triệu đô-la Mỹ tại khu vực Bắc Mỹ.
Tại Nhật Bản, phim đạt doanh thu cao nhất với 6.1 triệu đô-la Mỹ, tiếp sau là Mexico với 1.8 triệu đô-la Mỹ và tại Pháp là 1.7 đô-la Mỹ. Tại Anh Quốc, phim đạt 580.000 đô-la Mỹ trong tuần đầu phát hành, chiếm 53,6% tổng số tích lũy trong cả nước. Úc và Hà Lan là 2 quốc gia còn lại có doanh thu phim vượt ngưỡng 1 triệu đô-la Mỹ, với con số lần lượt là 1.2 triệu và 1,006 triệu đô-la Mỹ. Tại Tây Ban Nha, phim đạt đến 500.000 đô-la Mỹ sau 11 tuần trình chiếu. Sau cùng, phim đạt tổng doanh thu trên toàn cầu là 55,247,881 đô-la Mỹ.

#### Giải trí tại gia
Phim được hãng Warner Bros Home Entertainment phát hành theo định dạng DVD và Blu-ray vào ngày 27 tháng 3 năm 2012 tại khu vực Bắc Mỹ. Trong tuần đầu phát hành, phim chiếm vị trí thứ 4 trong danh sách DVD bán chạy nhất, với 228.950 bản được tiêu thụ, mang về 3.4 triệu đô-la Mỹ. Doanh số bán hàng trong tuần thứ hai của phim giảm 66%, đạt tổng doanh thu trong 2 tuần là 4.6 triệu đô-la Mỹ. Với định dạng Blu-ray, phim đạt vị trí thứ 5 trong tuần đầu, với 70.993 bản được tiêu thụ. Trong tuần thứ 2, doanh số giảm 70% và đạt tổng doanh thu 1.7 triệu đô-la Mỹ. Theo ước tính, ngoài doanh thu phòng vé, phim thu về thêm 10.900.000 đô-la Mỹ ở mảng giải trí tại gia.

### Đánh giá chuyên môn
Extremely Loud and Incredibly Close nhận được đánh giá trái chiều từ phía các nhà phê bình, cho dù diễn xuất của Horn trong phim được đề cao. Metacritic, một trang mạng tổng hợp điểm trung bình trên thang điểm 100 từ đánh giá của các nhà phê bình đã cho bộ phim số điểm 46, dựa trên 40 bài nhận xét. Trên trang Rotten Tomatoes, phim nhận được 46% đánh giá tích cực, từ 178 nhận xét, với lượng điểm trung bình là 5.5/10, cùng nhận xét chung: "Extremely Loud & Incredibly Close có một câu chuyện đáng kể, nhưng nó cần nhiều hơn là chỉ sự đường mật và tự phụ mà đạo diễn Stephen Daldry mang lại".
Các nhà phê bình bị chia rẽ sâu sắc về vấn đề chính của phim. Betsy Sharkey của tờ Los Angeles Times cho rằng bộ phim "thanh tao một cách lịch lãm, tỏ ra thận trọng trong phần sản xuất của Hollywood về thảm kịch ngày 9/11, mà dường như định nghĩa lại những cụm từ như 'không thể nghĩ ra được', 'không thể tha thứ được', 'thảm họa'." Andrea Peyser từ New York Post gọi phim "cực kì, vô cùng quá sức" Peter Howell từ Toronto Star cho bộ phim 1/4 sao, cùng bình luận "bộ phim cho ta cảm giác lạc nhịp ở bất kì cấp độ nào".

### Giải thưởng
| Giải thưởng                                | Hạng mục                                   | Nội dung đề cử    | Kết quả   |
| ------------------------------------------ | ------------------------------------------ | ----------------- | --------- |
| Giải Oscar lần thứ 84                      | Phim hay nhất                              | Scott Rudin       | Đề cử     |
| Giải Oscar lần thứ 84                      | Nam diễn viên phụ xuất sắc nhất            | Max von Sydow     | Đề cử     |
| Boston Film Critics                        | Nam diễn viên phụ xuất sắc nhất            | Max von Sydow     | Đề cử     |
| Art Directors Guild                        | Chỉ đạo nghệ thuật xuất sắc nhất           | K.K. Barrett      | Đề cử     |
| Broadcast Film Critics Association Awards  | Phim hay nhất                              |                   | Đề cử     |
| Broadcast Film Critics Association Awards  | Đạo diễn xuất sắc nhất                     | Stephen Daldry    | Đề cử     |
| Broadcast Film Critics Association Awards  | Diễn viên trẻ tuổi xuất sắc nhất           | Thomas Horn       | Đoạt giải |
| Broadcast Film Critics Association Awards  | Kịch bản chuyển thể xuấc sắc nhất          | Eric Roth         | Đề cử     |
| Dallas-Fort Worth Film Critics Association | Phim hay nhất                              |                   | Đề cử     |
| Dallas-Fort Worth Film Critics Association | Nam diễn viên phụ xuất sắc nhất            | Max von Sydow     | Đề cử     |
| Georgia Film Critics Association           | Nam diễn viên phụ xuất sắc nhất            | Max von Sydow     | Đề cử     |
| Georgia Film Critics Association           | Nữ diễn viên phụ xuất sắc nhất             | Sandra Bullock    | Đề cử     |
| Houston Film Critics Society               | Phim hay nhất                              |                   | Đề cử     |
| Phoenix Film Critics Society               | Nhạc phim hay nhất                         | Alexandre Desplat | Đề cử     |
| Phoenix Film Critics Society               | Nam diễn viên chính trẻ tuổi xuất sắc nhất | Thomas Horn       | Đoạt giải |
| Phoenix Film Critics Society               | Diễn xuất đột phá                          | Thomas Horn       | Đoạt giải |
| San Diego Film Critics Society Awards      | Nam diễn viên phụ xuất sắc nhất            | Max von Sydow     | Đề cử     |
| San Diego Film Critics Society Awards      | Nhạc phim hay nhất                         | Alexandre Desplat | Đề cử     |
| Teen Choice Awards                         | Nữ diễn viên chính xuất sắc nhất           | Sandra Bullock    | Đề cử     |

### Tranh cãi về đề cử giải Oscar
Trước khi phát hành, Extremely Loud and Incredibly Close từng được trông đợi là một đối thủ nặng ký tại Giải Oscar lần thứ 84, khi hai phim trước đây của Stephen Daldry cũng từng được đề cử cho hạng mục Phim hay nhất. Dù vậy, phim không còn được nhìn nhận như trước, do những nhận xét trái chiều của bộ phim cùng sự ngó lơ bởi nhiều Hội đồng phê bình điện ảnh, Giải Quả cầu vàng, Giải BAFTA và Giải thưởng của Hội Diễn viên Điện ảnh. Thế nhưng, phim vẫn bất ngờ có mặt trong đề cử cho Phim hay nhất và Nam diễn viên phụ xuất sắc nhất, vấp phải sự chỉ trích từ phía các nhà phê bình và dư luận, khi nhiều người gọi bộ phim là một trong đề cử tồi nhất cho hạng mục Phim hay nhất. Đây cũng là một trong những phim duy nhất được đề cử cho hạng mục này có mức đánh giá tiêu cực trên trang bình chọn Rotten Tomatoes. Chris Krapek từ The Huffington Post cho một đánh giá vô cùng tiêu cực về lần đề cử này, khi gọi bộ phim "không chỉ là đề cử Phim hay nhất tệ nhất trong vòng 10 năm trở lại đây, [mà còn] dễ dàng là phim tồi nhất năm 2011". Adam Vitcavage từ Tạp chí Paste gọi đây là phim "tồi nhất trong ít nhất 28 năm trở lại đây", và David Gritten từ The Telegraph gọi lần đề cử này bằng cụm từ "khó hiểu".
Nhiều nhà phê bình đổ lỗi cho luật đề cử hạng mục Phim hay nhất. John Young tại Entertainment Weekly cho rằng "thà được yêu mến bởi một nhóm người nhỏ và nhiệt huyết hơn là được yêu thích bởi một nhóm lớn", Dù vậy, không phải tất cả nhà phê bình đều cho đánh giá tiêu cực. Tom O'Neil, một nhà phê bình cũ từ L.A. Times cho rằng phim "xúc động, thích hợp với thời đại, và cực kì xuất sắc."
Sau cùng, tại Giải Oscar lần thứ 84, Extremely Loud and Incredibly Close để mất hai đề cử về tay The Artist (Phim hay nhất) và Christopher Plummer cho phim Beginners (Nam diễn viên phụ xuất sắc nhất).